# NHL Stadium Series 2020
Die NHL Stadium Series 2020 (aus Marketinggründen offiziell 2020 Coors Light NHL Stadium Series) war ein Freiluft-Eishockeyspiel, das am 15. Februar 2020 im Rahmen der Saison 2019/20 der National Hockey League (NHL) ausgetragen wurde. In dieser Auflage der NHL Stadium Series standen sich die gastgebenden Colorado Avalanche und die Los Angeles Kings im Falcon Stadium in Colorado Springs gegenüber. Die Kings besiegten die Avalanche mit 3-1. Dies war das einzige Spiel der Stadium Series, das für die Saison 2019–20 geplant war (im Gegensatz zu mehreren Spielen in den Jahren 2014 und 2016).

## Hintergrund
Es wird das zweite Mal sein, dass die Avalanche die Stadium Series veranstalten werden. Zuletzt veranstalteten sie es im Jahr 2016 im Coors Field. Für die Kings wird es das dritte Freiluft-Eishockeyspiel sein. Zuletzt spielten sie die Stadium Series 2014 und 2015.

## Spielzusammenfassung
Die Los Angeles Kings besiegten die Colorado Avalanche mit 3:1, wobei Stürmer Tyler Toffoli den ersten Hattrick in einem NHL-Freiluftspiel erzielte.
| Zusammenfassung | Zusammenfassung | Zusammenfassung    | Zusammenfassung                      | Zusammenfassung | Zusammenfassung |
| Drittel         | Team            | Tor                | Assist(s)                            | Zeit            | Spielstand      |
| --------------- | --------------- | ------------------ | ------------------------------------ | --------------- | --------------- |
| 1st             | LA              | Tyler Toffoli (16) | Alex Iafallo (19), Joakim Ryan (3)   | 14:01           | LA 1–0          |
| 2nd             | COL             | Samuel Girard (3)  | Mikko Rantanen (21)                  | 19:18           | 1–1             |
| 3rd             | LA              | Tyler Toffoli (17) | Anze Kopitar (33)                    | 19:05           | LA 2–1          |
| 3rd             | LA              | Tyler Toffoli (18) | Anze Kopitar (34), Alex Iafallo (20) | 19:55           | LA 3–1          |